# Hudson (Maine)
Hudson ist eine Town im Penobscot County des Bundesstaates Maine in den Vereinigten Staaten. Im Jahr 2020 lebten dort 1416 Einwohner in 780 Haushalten auf einer Fläche von 103,68 km².

## Geografie
Nach dem United States Census Bureau hat Hudson eine Gesamtfläche von 103,68 km², von denen 97,49 km² Land und 6,19 km² Wasser sind.

### Geografische Lage
Hudson liegt im Südwesten des Penobscot Countys. Im Nordwesten liegt der Little Pushaw Pond, der durch den Pushaw Stream mit dem im Südosten liegendem Pushaw Lake verbunden ist. Die Oberfläche ist eben, ohne nennenswerte Erhebungen.

### Nachbargemeinden
Alle Entfernungen sind als Luftlinien zwischen den offiziellen Koordinaten der Orte aus der Volkszählung 2010 angegeben.
- Norden: Bradford, 10,7 km
- Osten: Alton, 10,6 km
- Südosten: Old Town, 12,5 km
- Süden: Glenburn, 11,6 km
- Südwesten: Kenduskeag, 9,1 km
- Westen: Corinth, 9,7 km
- Nordwesten: Charleston, 14,7 km

### Stadtgliederung
In Hudson gibt es mehrere Siedlungsgebiete: Hudson, Ricker und South Hudson.

### Klima
Die mittlere Durchschnittstemperatur in Hudson liegt zwischen −7,8 °C (18 °F) im Januar und 20,6 °C (69 °F) im Juli. Damit ist der Ort gegenüber dem langjährigen Mittel der USA um etwa 9 Grad kühler. Die Schneefälle zwischen Oktober und Mai liegen mit bis zu zweieinhalb Metern mehr als doppelt so hoch wie die mittlere Schneehöhe in den USA; die tägliche Sonnenscheindauer liegt am unteren Rand des Wertespektrums der USA.

## Geschichte
Die Besiedlung des Gebietes startete um 1800. Hudson wurde zunächst 1824 als Jackson Plantation organisiert. Am 25. Februar 1825 folgte die Organisation als Town, zunächst unter dem Namen Kirkland. Der Name wurde 1855 in Hudson geändert. Die ursprüngliche Bezeichnung für das Gebiet lautete Township No. 1, Fourth Range North of Waldo Patent (T1 R4 NWP).

### Einwohnerentwicklung
| Volkszählungsergebnisse – Town of Hudson, Maine | Volkszählungsergebnisse – Town of Hudson, Maine | Volkszählungsergebnisse – Town of Hudson, Maine | Volkszählungsergebnisse – Town of Hudson, Maine | Volkszählungsergebnisse – Town of Hudson, Maine | Volkszählungsergebnisse – Town of Hudson, Maine | Volkszählungsergebnisse – Town of Hudson, Maine | Volkszählungsergebnisse – Town of Hudson, Maine | Volkszählungsergebnisse – Town of Hudson, Maine | Volkszählungsergebnisse – Town of Hudson, Maine | Volkszählungsergebnisse – Town of Hudson, Maine |
| Jahr                                            | 1800                                            | 1810                                            | 1820                                            | 1830                                            | 1840                                            | 1850                                            | 1860                                            | 1870                                            | 1880                                            | 1890                                            |
| ----------------------------------------------- | ----------------------------------------------- | ----------------------------------------------- | ----------------------------------------------- | ----------------------------------------------- | ----------------------------------------------- | ----------------------------------------------- | ----------------------------------------------- | ----------------------------------------------- | ----------------------------------------------- | ----------------------------------------------- |
| Einwohner                                       |                                                 |                                                 |                                                 | 249                                             | 351                                             | 717                                             | 771                                             | 739                                             | 659                                             | 510                                             |
| Jahr                                            | 1900                                            | 1910                                            | 1920                                            | 1930                                            | 1940                                            | 1950                                            | 1960                                            | 1970                                            | 1980                                            | 1990                                            |
| Einwohner                                       | 430                                             | 403                                             | 369                                             | 363                                             | 372                                             | 455                                             | 542                                             | 482                                             | 797                                             | 1048                                            |
| Jahr                                            | 2000                                            | 2010                                            | 2020                                            | 2030                                            | 2040                                            | 2050                                            | 2060                                            | 2070                                            | 2080                                            | 2090                                            |
| Einwohner                                       | 1393                                            | 1536                                            | 1416                                            |                                                 |                                                 |                                                 |                                                 |                                                 |                                                 |                                                 |

## Wirtschaft und Infrastruktur

### Verkehr
In nordsüdlicher Richtung verläuft die Maine State Route 221 zentral durch Hudson, sie kreuzt die in westöstlicher Richtung verlaufende Main State Route 43.

### Öffentliche Einrichtungen
In Hudson gibt es keine medizinischen Einrichtungen oder Krankenhäuser. Nächstgelegene Einrichtungen für die Bewohner von Hudson befinden sich in Orono und Bangor.
Es gibt keine Bücherei in Hudson. Die nächstgelegenen befinden sich in Glenburn, Kenduskeag und Bradford.

### Bildung
Hudson gehört mit Bradford, Corinth, Kenduskeag und Stetson zur Regional School Unit 64.
Im Schulbezirk werden folgende Schulen angeboten, alle befinden sich in Corinth:
- Central Community Elementary School, mit Schulklassen von Pre-Kindergarten bis zum 5. Schuljahr
- Central Middle School, mit Schulklassen von 6. bis zum 8. Schuljahr
- Central High School mit Schulklassen vom 9. bis zum 12. Schuljahr